# ジェローム・ボアテング
ジェローム・ボアテング（Jérôme Agyenim Boateng, 1988年9月3日 - ）は、西ベルリン（現在のドイツ・ベルリン）出身のサッカー選手。LASKリンツ所属。元ドイツ代表。ポジションはディフェンダー。元ガーナ代表のケヴィン=プリンス・ボアテングは異母兄弟である。

## クラブ経歴

### キャリア初期
ヘルタ・ベルリンの下部組織出身。ヘルタで約5年間過ごし、2007年8月22日、ハンブルガーSVへ移籍。
2010年6月5日、マンチェスター・シティFCに移籍金1000万ユーロの5年契約で移籍した。即戦力として期待されたが、パブロ・サバレタ、アレクサンダル・コラロヴ等とのレギュラー争いで後れを取ってしまい、更にプレミアリーグのスタイルに馴染めず、16試合の出場に留まった。

### バイエルン・ミュンヘン
2011年7月14日、バイエルン・ミュンヘンへ移籍し1年でドイツ復帰を果たした。当初は本人の意に添わない右サイドバックとしての起用も見られたが、2012-13シーズンからはダンテと共にセンターバックのコンビを組んで強固な守備を形成し、3冠達成（UEFAチャンピオンズリーグ、ブンデスリーガ、DFBポカール）に貢献した。2015年12月18日、契約を2021年まで延長したことを発表した。
2016-17シーズンは新加入のマッツ・フンメルスとともにセンターバックのコンビを組むが、怪我の影響もあって21試合の出場に終わる。その後は定位置を掴んだものの、2018-19シーズンから監督に就任したニコ・コヴァチの元ではフンメルスとニクラス・ズーレが主に起用されたため出番を失った。冬には今の立ち位置に不満があることを表し、会長からは移籍を促された。シーズン終了後にはパリ・サンジェルマンFCなどが獲得に興味を示していたが結局残留した。
2019-20シーズン、UEFAチャンピオンズリーグ決勝のパリ・サンジェルマン戦では準決勝に続いて負傷欠場となったが、チームは優勝を果たした。
2021年4月、2020-21シーズン終了後にバイエルン・ミュンヘンを退団する可能性が報じられた。

### キャリア晩年
2021年8月31日、オリンピック・リヨンへの加入が発表された。2023年6月9日、リヨンを退団することが発表された。
2023年10月、古巣のバイエルン・ミュンヘンの練習に参加した。バイエルンは、主力センターバックがキム・ミンジェとダヨ・ウパメカノ、マタイス・デ・リフトの3人という状況で、キム・ミンジェが2024年1月にAFCアジアカップで離脱することも踏まえてボアテングと契約を結ぶことも検討されたが、10月6日に契約を結ばないことが発表された。
2024年2月2日、USサレルニターナ1919に2023-24シーズン終了までの契約で加入した。サレルニターナでは終盤戦の負傷によりセリエAでわずか7試合の出場に終わり、チームもセリエBへと降格し、シーズン終了後に退団した。
2024年5月31日、オーストリア・ブンデスリーガのLASKリンツへフリーで加入し、2年契約を結んだ。

## 代表経歴

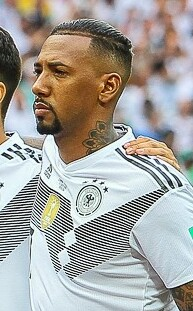
ドイツ代表時代（2018年）

UEFA U-21欧州選手権2009ではメスト・エジル、マルコ・マリンらと共にドイツU-21代表の一員として優勝を果たした。
ドイツ代表のヨアヒム・レーヴ監督もボアテングの活躍に注目し、2009年10月10日のロシア戦でA代表デビュー。このデビュー戦で退場処分を受けてしまうが、レーヴ監督からの評価は落ちることはなく、11月18日のコートジボワール戦でもスタメンとして起用され、一躍サイドバックのレギュラー候補に名乗りを挙げた。南アフリカW杯では主に左サイドバックとして5試合に先発出場を果たした。準決勝でスペインに0-1で敗れたものの、3位決定戦ではウルグアイを3-2で下しドイツは2大会連続で3位に入った。
2016年6月26日のUEFA EURO 2016決勝トーナメント1回戦・スロバキア戦で代表初得点となる先制ゴールを挙げて勝利に貢献した。
2018年9月、同胞のメスト・エジルが人種差別を受けて代表を引退することに対して、自身も同じ差別を受けている境遇に疑問を呈し彼を擁護した。
2019年3月、チームの若返り化を図るレーヴは、ボアテング、フンメルス、そしてトーマス・ミュラーの3人を今後代表に招集しない意向を明らかにした。この件に関してエジルはレーヴに否定的な見解を示している。

## 人物
- ガーナ人とドイツ人のミックスであり、兄弟もそれぞれサッカー選手である。ただし、父親は同じ（ガーナ人）だが、兄とジェロームは母親（それぞれドイツ人）が違う。
- 長兄はアマチュア選手としてプレーしているジョージ・ボアテング。これはオランダのサッカー選手、ジョージ・ボアテングと同姓同名だが、全くの別人。
- 次兄はジェローム同様ヘルタの下部組織出身のケヴィン＝プリンス・ボアテング。2010 FIFAワールドカップを前に、ガーナサッカー協会から代表入りを求められ、それまでドイツ国内でU-21代表はあったがA代表に選ばれたことのなかったケヴィンはガーナ代表としての資格を有していたため、そのまま国籍をガーナに変更し、ガーナ代表となった。本大会では、ガーナとドイツがグループリーグで同組となり、両国の対戦時にジェロームとケヴィンはそれぞれメンバーに選ばれ、ワールドカップでは珍しい「兄弟での対戦」が実現した。
- 母方の祖父は1954 FIFAワールドカップ優勝メンバーであるヘルムート・ラーンの従兄弟。

## 個人成績

### クラブ
2023-24シーズン終了時点
| クラブ                 | シーズン     | リーグ           | リーグ戦 | リーグ戦 | カップ戦 | カップ戦 | 国際大会 | 国際大会 | その他 | その他 | 合計 | 合計 |
| クラブ                 | シーズン     | リーグ           | 出場     | 得点     | 出場     | 得点     | 出場     | 得点     | 出場   | 得点   | 出場 | 得点 |
| ---------------------- | ------------ | ---------------- | -------- | -------- | -------- | -------- | -------- | -------- | ------ | ------ | ---- | ---- |
| ヘルタ・ベルリンII     | 2005–06      | レギオナルリーガ | 9        | 1        | -        | -        | -        | -        | 0      | 0      | 9    | 1    |
| ヘルタ・ベルリンII     | 2006–07      | レギオナルリーガ | 15       | 0        | -        | -        | -        | -        | 0      | 0      | 15   | 0    |
| ヘルタ・ベルリンII     | 通算         | 通算             | 24       | 1        | -        | -        | -        | -        | 0      | 0      | 24   | 1    |
| ヘルタ・ベルリン       | 2006–07      | ブンデスリーガ   | 10       | 0        | 1        | 0        | 0        | 0        | 0      | 0      | 11   | 0    |
| ヘルタ・ベルリン       | 通算         | 通算             | 10       | 0        | 1        | 0        | 0        | 0        | 0      | 0      | 11   | 0    |
| ハンブルガーSV         | 2007–08      | ブンデスリーガ   | 27       | 0        | 3        | 0        | 7        | 0        | 0      | 0      | 37   | 0    |
| ハンブルガーSV         | 2008–09      | ブンデスリーガ   | 21       | 0        | 5        | 0        | 9        | 0        | 0      | 0      | 35   | 0    |
| ハンブルガーSV         | 2009–10      | ブンデスリーガ   | 27       | 0        | 1        | 0        | 13       | 1        | 0      | 0      | 41   | 0    |
| ハンブルガーSV         | 通算         | 通算             | 75       | 0        | 9        | 0        | 29       | 1        | 0      | 0      | 113  | 0    |
| マンチェスター・シティ | 2010–11      | プレミアリーグ   | 16       | 0        | 3        | 0        | 5        | 0        | 0      | 0      | 24   | 0    |
| マンチェスター・シティ | 通算         | 通算             | 16       | 0        | 3        | 0        | 5        | 0        | 0      | 0      | 24   | 0    |
| バイエルン・ミュンヘン | 2011–12      | ブンデスリーガ   | 27       | 0        | 6        | 0        | 15       | 0        | 0      | 0      | 48   | 0    |
| バイエルン・ミュンヘン | 2012–13      | ブンデスリーガ   | 26       | 2        | 4        | 0        | 9        | 0        | 1      | 0      | 40   | 2    |
| バイエルン・ミュンヘン | 2013–14      | ブンデスリーガ   | 25       | 1        | 5        | 0        | 9        | 0        | 4      | 0      | 43   | 1    |
| バイエルン・ミュンヘン | 2014–15      | ブンデスリーガ   | 27       | 0        | 5        | 0        | 11       | 3        | 1      | 0      | 44   | 3    |
| バイエルン・ミュンヘン | 2015–16      | ブンデスリーガ   | 19       | 0        | 4        | 0        | 7        | 0        | 1      | 0      | 31   | 0    |
| バイエルン・ミュンヘン | 2016–17      | ブンデスリーガ   | 13       | 0        | 2        | 0        | 6        | 0        | 0      | 0      | 21   | 0    |
| バイエルン・ミュンヘン | 2017–18      | ブンデスリーガ   | 19       | 1        | 3        | 1        | 9        | 0        | 0      | 0      | 31   | 2    |
| バイエルン・ミュンヘン | 2018-19      | ブンデスリーガ   | 20       | 0        | 3        | 0        | 5        | 0        | 0      | 0      | 28   | 0    |
| バイエルン・ミュンヘン | 2019-20      | ブンデスリーガ   | 24       | 0        | 4        | 0        | 9        | 0        | 0      | 0      | 38   | 0    |
| バイエルン・ミュンヘン | 2020-21      | ブンデスリーガ   | 29       | 1        | 1        | 0        | 7        | 1        | 0      | 0      | 39   | 2    |
| バイエルン・ミュンヘン | 通算         | 通算             | 229      | 5        | 37       | 1        | 87       | 4        | 7      | 0      | 363  | 10   |
| オリンピック・リヨン   | 2021-22      | リーグ・アン     | 24       | 0        | 0        | 0        | 3        | 0        | -      | -      | 27   | 0    |
| オリンピック・リヨン   | 2022-23      | リーグ・アン     | 8        | 0        | 0        | 0        | -        | -        | -      | -      | 8    | 0    |
| オリンピック・リヨン   | 通算         | 通算             | 32       | 0        | 0        | 0        | 3        | 0        | -      | -      | 35   | 0    |
| サレルニターナ         | 2023-24      | セリエA          | 7        | 0        | -        | -        | -        | -        | -      | -      | 7    | 0    |
| キャリア通算           | キャリア通算 | キャリア通算     | 393      | 6        | 51       | 1        | 123      | 5        | 10     | 0      | 577  | 12   |

## 代表歴

### 出場大会
- U-19ドイツ代表
  - 2007年 - UEFA U-19欧州選手権2007（ベスト4）
- U-21ドイツ代表
  - 2009年 - UEFA U-21欧州選手権2009（優勝）
- ドイツ代表
  - 2010年 - 2010 FIFAワールドカップ（3位）
  - 2012年 - UEFA EURO 2012（ベスト4）
  - 2014年 - 2014 FIFAワールドカップ（優勝）
  - 2016年 - UEFA EURO 2016（ベスト4）
  - 2018年 - 2018 FIFAワールドカップ（グループリーグ敗退）
  - 2018年 - UEFAネーションズリーグ2018-19

### 試合数
- 国際Aマッチ 76試合 1得点（2009年-2018年）[16]

| ドイツ代表 | 国際Aマッチ | 国際Aマッチ |
| 年         | 出場        | 得点        |
| ---------- | ----------- | ----------- |
| 2009       | 2           | 0           |
| 2010       | 10          | 0           |
| 2011       | 7           | 0           |
| 2012       | 9           | 0           |
| 2013       | 8           | 0           |
| 2014       | 14          | 0           |
| 2015       | 7           | 0           |
| 2016       | 10          | 1           |
| 2017       | 1           | 0           |
| 2018       | 8           | 0           |
| 通算       | 76          | 1           |

### 得点
| #  | 開催日        | 開催地                                             | 対戦国     | スコア | 結果 | 大会           |
| -- | ------------- | -------------------------------------------------- | ---------- | ------ | ---- | -------------- |
| 1. | 2016年6月26日 | ヴィルヌーヴ＝ダスク、スタッド・ピエール＝モーロワ | スロバキア | 1–0    | 3–0  | UEFA EURO 2016 |

## タイトル

### クラブ
マンチェスター・シティFC
- FAカップ：1回（2010-11）

バイエルン・ミュンヘン
- ブンデスリーガ：9回 (2012-13, 2013-14, 2014-15, 2015-16, 2016-17, 2017-18, 2018-19, 2019-20, 2020-21)
- DFBポカール：5回（2012-13, 2013-14, 2015-16, 2018-19, 2019-20）
- DFLスーパーカップ：4回（2012, 2016, 2017, 2018）
- UEFAチャンピオンズリーグ：2回 (2012-13, 2019-20)
- UEFAスーパーカップ：2回 (2013, 2020)
- FIFAクラブワールドカップ：1回 (2013)

### 代表
- UEFA U-21欧州選手権2009
- FIFAワールドカップ 2014

### 個人
- UEFA EURO 2016・ベストイレブン（2016年）
- ドイツ年間最優秀サッカー選手賞（2016年）